# 강릉제일고등학교 축구부
강릉제일고등학교 축구부(Gangneung Jeil High School Football Club)는 대한민국 강원특별자치도 강릉시에 있는 축구단이다. 강릉제일고등학교가 운영하는 U-18 축구단이며, 1971년에 창단되었다.

## 역사
1941년에 강릉공립상업학교 축구단이 창단된 후, 1942년에 강릉공립상업학교 축구단 선수 10명이 삼척시에서 개최된 축구 대회에 삼척팀 소속으로 참가한 사실과 일제강점기의 구기 종목 금지령으로 인해 1942년에 해단되었다. 광복 이후 1945년에 강릉공립상업학교 축구단이 재창단되었고 1956년에 해단되었다. 1971년에 강릉제일상업고등학교 축구단이 재창단되었다. 2011년 11월 2일에 강원 FC의 유소년 선수단으로 선정되어 2012년 시즌부터 강원 FC U-18로 운영되고 있다.

## 시즌별 성적
| 시즌 | 대회                      | 참가 | 경기 | 승 | 무 | 패 | 득 | 실 | 차 | 승점 | 순위 |
| ---- | ------------------------- | ---- | ---- | -- | -- | -- | -- | -- | -- | ---- | ---- |
| 1989 | 춘계 전국고등학교축구대회 | 40   |      |    |    |    |    |    |    |      |      |

## 참고 문헌
- “KFA 통합경기정보 시스템”. 대한축구협회.

## 같이 보기
- 강릉제일고등학교
- 강원 FC U-18
- 강릉정기전